# Birecik

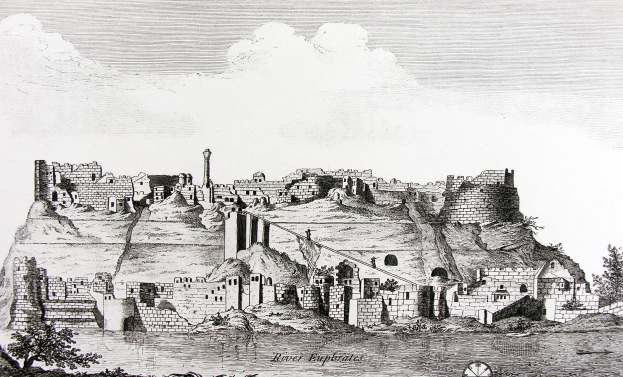
Birecik au XVIIIe siècle, illustration de Richard Pococke.

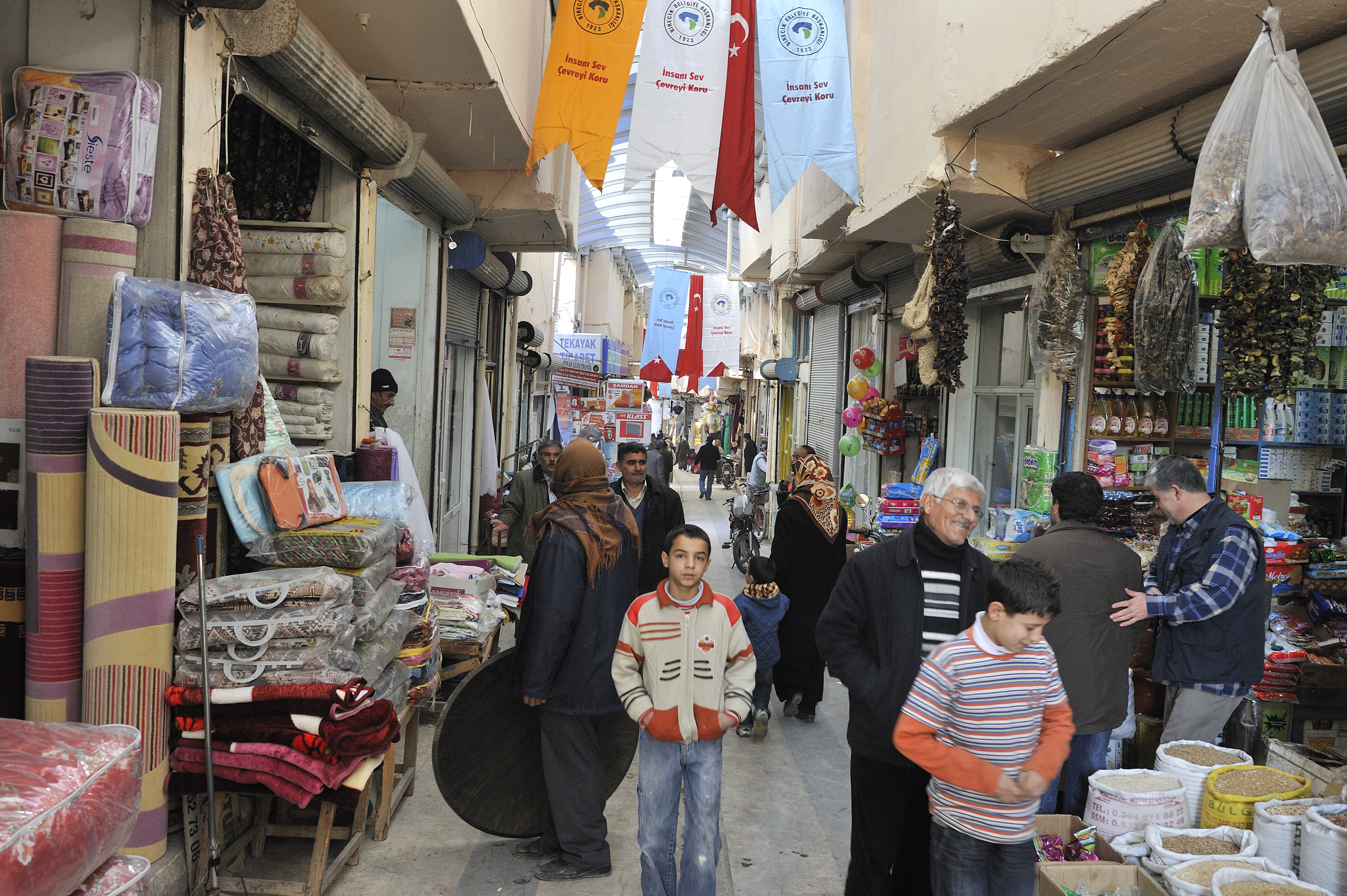
Bazar de Birecik en décembre 2008.

Birecik, aussi connue sous les noms de Bir et, pendant les Croisades, de Bile, est une ville et un district de la province de Şanlıurfa dans la région de l'Anatolie du sud-est en Turquie.

## Histoire
D'après une légende locale, Noé, pour vérifier l’existence de la terre ferme après le déluge, lâcha un ibis chauve qui le conduisit jusqu’à un lieu où s’installèrent le patriarche et sa famille. Ce lieu, c’était Bireçik. Les gens construisirent un château au sommet du promontoire ; quant aux ibis, kelaynak en turc, ils installèrent leur colonie sur la falaise aux pieds de laquelle se développa la ville.
Sa situation stratégique près de l’Euphrate a facilité l’implantation de différentes cultures. Au début, elle s’appela probablement Seleucia. Pour les Grecs, ce fut d’abord Zeugma (Ζεύγμα) et, plus tard, Birtha (Βίρθα) puis Makedonopolis. Birtha est également le terme araméen pour « château ». Elle se nomma également Bir, lors des croisades Bila, en arabe al-Bīrā (البيرا) et en kurde Bêrecûg. 
Pendant les croisades, Birecik, appelée Bire ou Bile, est prise en 1099 par Baudouin de Boulogne et devient une forteresse du comté d'Édesse. Elle est donnée en fief à un chef arménien avant d'être confisquée en 1117 par le comte d'Édesse Baudouin du Bourg qui la remet à un seigneur franc, Galéran du Puiset, cousin de Jocelin de Courtenay. En 1145, elle est assiégée par Zengi, gouverneur des Seldjoukides, qui vient de s'emparer d'Édesse ; celui-ci doit lever le siège pour régler des affaires urgentes à Mossoul et les croisés, à bout de ressources, en profitent pour évacuer la ville la remettre à Timurtash, émir de Mardin et rival de Zengi. En 1259, les Mongols de Hulagu s'emparent de Harran, Édesse et Birecik avant de continuer vers Alep.
Sous l'empire ottoman, Birecik est le chef-lieu d'un sandjak (district) dépendant du pachalik d'Alep.
Pendant la campagne de Cilicie en 1920, Birecik est une des bases des nationalistes turcs qui affrontent le corps expéditionnaire français d'Orient.
En 1999, la construction du barrage hydroélectrique sur l'Euphrate engloutit le site antique. Des fouilles archéologiques d'urgence permettent de sauver une partie des vestiges.

## Histoire naturelle
Une fameuse colonie d'ibis chauve, la plus grande connue dans le monde, existait autrefois à Bireçik. L'espèce jouit d'un statut légendaire chez la population locale 

## Personnalités liées
- Ferhat Göçer (né en 1970), chanteur et chirurgien d'origine kurde
- Murat Karayılan (1954-2023), dirigeant du Parti des travailleurs du Kurdistan (PKK) et un membre du Conseil exécutif de la Confédération du Kurdistan (KCK).
- Nuri Sesigüzel (1937-2023), musicien et acteur.